# Tempera

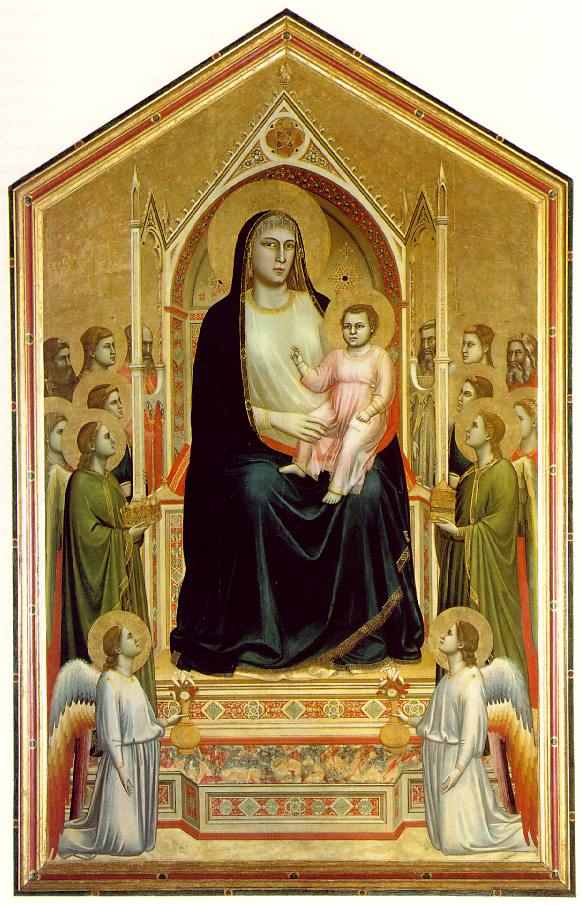
Giotto di Bondone: Madonna, desková malba temperou, 1305–1310.

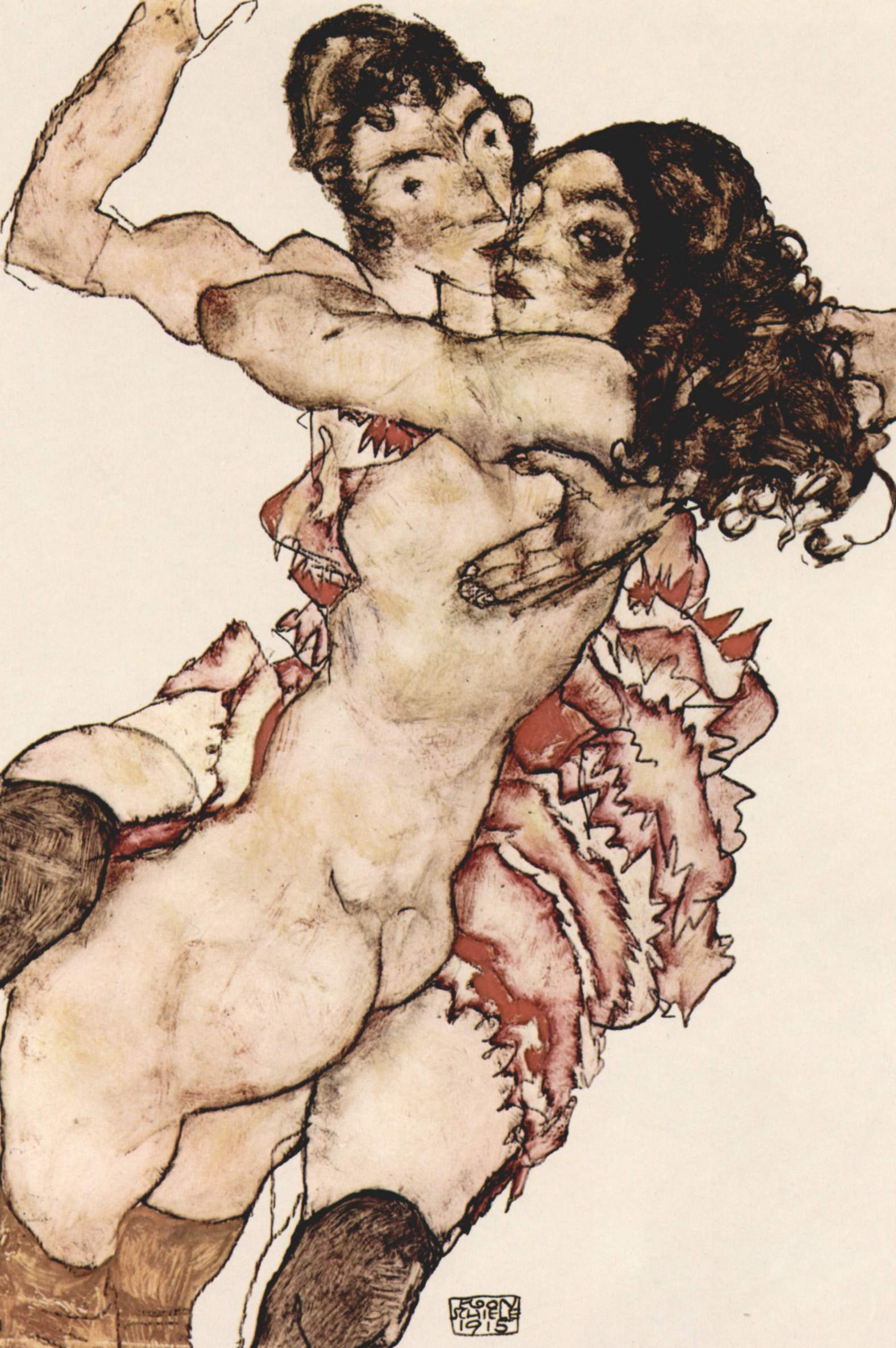
Egon Schiele: Objímající se ženy, tužka a tempera na papíře, 1915.

Tempera (původně italský výraz: Al Tempera) je malířská technika, pro niž jsou charakteristické krycí rychleschnoucí nelesklé barvy s nesplývavými tóny, jejichž ředidlem je ve vodě rozpustná emulze (směs oleje a vody) – zejména v minulosti byla používána tzv. vaječná tempera.
Dnes jsou pigmenty pojeny emulzí s emulgačním činitelem jako je klíh, kasein, vejce a vosk.

## Historie
Tempera byla oblíbená ve středověké malbě nástěnné a deskové do 15. století.
V 15. století si Jan van Eyck přizpůsobil tradiční středověkou temperu a vytvořil techniku, kterou přejala nizozemská malba 15. a 16. století: na křídový podklad nanášel temperovou podmalbu a obraz dokončoval barevnými lazurami spojenými fermeží, jimiž dosahoval hloubky tónů a lesku barvy.
Olejová tempera byla přechodným stupněm k olejomalbě. V olejové malbě je tempera používána k podmalbě nebo malbě detailů.
Zejména v minulosti byla používána tzv. vaječná tempera.
Dnes jsou pigmenty pojeny emulzí s emulgačním činitelem jako je klíh, kasein a vosk.

## Vlastnosti
Zasychají rychle a po zaschnutí jsou spíše matné a nepříliš světlostálé. Zasychání lze regulovat přísadami. Po zaschnutí barva lehce změní sytost.
Tempera je ředitelná vodou. Od akrylových barev se tempera liší možností znovurozmytí po zaschnutí.
Tempera dovoluje jemnou kresbu, její nevýhodou je rychlé schnutí a proměna tónu po zaschnutí.
Barvy se míchají na plastových nebo dřevěných paletách. Můžeme s nimi malovat štětcem či použít špachtli, hustou barvou nebo v barevných vrstvách, popřípadě kombinovat s olejovými barvami. Jako podklad se používá papír i dřevo.
Zacházení s temperovými barvami se podobá akrylovým barvám a konzistencí jsou blízké kvašovým barvám.

## Druhy
- Vaječná tempera může být žloutková nebo bílková.
- Vosková tempera
- Olejová tempera
- Želatinová (klihová) tempera

Temperové barvy se dají koupit v tubách nebo kalíšcích.